# Glikozilamin
Glikozilamini su klasa biohemijskih jedinjenja koja se sastoje od amina vezanog β-N-glikozidnom vezom za ugljeni hidrat, čime se formira ciklični hemiaminalna etarska veza (α-aminoetar).
Primeri takvih jedinjenja su nukleozidi poput adenozina.
|  |

## Literatura
- Clayden, Jonathan; Greeves, Nick; Warren, Stuart; Wothers, Peter (2001). Organic Chemistry (I изд.). Oxford University Press. ISBN 978-0-19-850346-0.
- Smith, Michael B.; March, Jerry (2007). Advanced Organic Chemistry: Reactions, Mechanisms, and Structure (6th изд.). New York: Wiley-Interscience. ISBN 0-471-72091-7.